# 石場家住宅

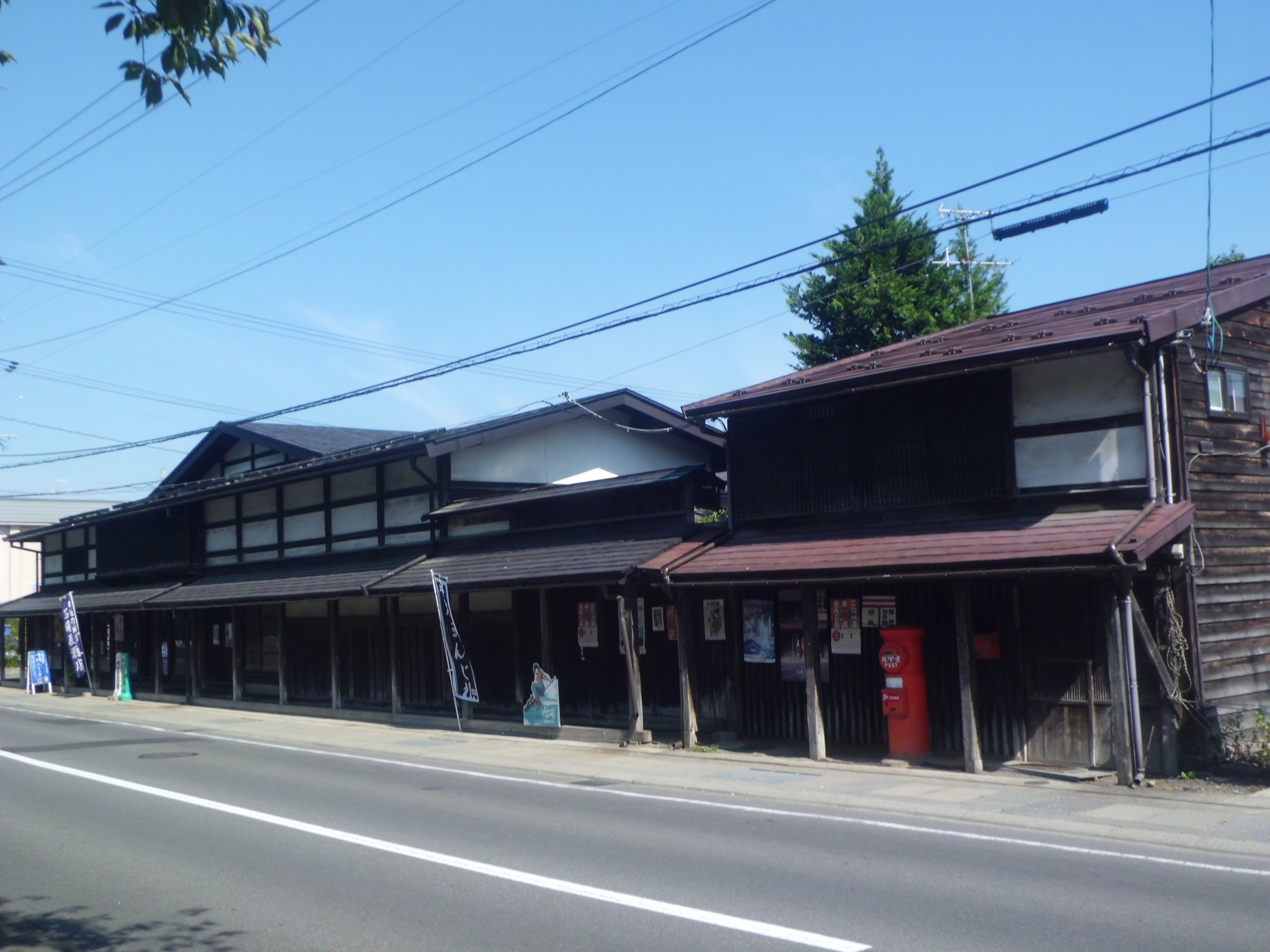
石場家住宅

石場家住宅（いしばけじゅうたく）は、青森県弘前市亀甲町にある商家にして歴史的建造物。国の重要文化財に指定されている。

## 概要
石場家は江戸時代、弘前藩出入りの商家であり、主に藁製品を取り扱っていたが、時代と共に扱う物も変遷し、今は酒と煙草の販売を行いながらも、連綿と家名を守り続けている。石場家の由来ははっきりしないが、菩提寺に元禄期の墓碑が残っていることから、少なくとも18世紀初頭から続く家柄であろう。当主は代々「清兵衛」を名乗った。
石場家住宅は度々改築が行われたが、最初の建築は18世紀前半であり、主屋は初め他所にあった物を19世紀初頭、現在地（弘前城北部の亀甲門前）に移築したと推定されている。
石場家住宅は、1973年（昭和48年）2月23日に国の重要文化財に指定された。現在も住居として使われているが、内部を見学することが出来る。

## 構造
- 敷地は正面37.9m、奥行き39.6m。
- 桁行18.1m、梁間18.2m、一部は二階建てとなっている。
- 屋根は南面が入母屋造、北面、東面突出部、北面突出部が切妻造、出入り口は妻入り。
- 東面突出部　桁行5.7m、梁間8.3m。
- 北面突出部　桁行2.8m、梁間9.2m。
- 主屋は角地にあり南面と西面が通りに面しており、津軽地方独特の「こみせ」（雨や雪をしのぐ、木造のアーケード）がある。

## 所在地
- 〒036-8332 青森県弘前市亀甲町88

## アクセス
- JR弘前駅より弘南バス浜の町方面行きに乗車、「亀の甲門前」にて下車徒歩1分。

## 公開時間・料金
- 9:00-17:00
- 入場料：有
- 休館日：不定

## 周辺情報
- 弘前公園
- 弘前城（石場家住宅のすぐ南側にある）
- 仲町伝統的建造物群保存地区（重要伝統的建造物群保存地区）
- 津軽藩ねぷた村